# Морской батальон
«Морской батальон» — советский художественный фильм о Великой Отечественной войне, снятый в 1944 году режиссёрами Адольфом Минкиным и Александром Файнциммером.

## Сюжет
Действие фильма происходит в 1941 году. Советские войска проводят эвакуацию Таллина. На подступах к Ленинграду завязывается битва. Чтобы усилить сухопутные части, с кораблей Балтфлота десантируются советские войска. Граждане Ленинграда начинают строить оборонительные укрепления. Именно здесь Сергей Маркин, десантник и моряк «Кирова» — советского крейсера, встречается с отцом и сестрой. Сергей и его друг Петя Яковлев воюют теперь на суше. Много испытаний выпало на их долю. В осаждённом Ленинграде умерла мать Сергея, его невесту Галю, попавшую в плен, искалечили фашисты. Во время диверсионной операции погибает Яковлев. Упорно сражаются наши бойцы, не пропуская врага в Ленинград.
Наконец, в январе 1944 года наши войска снимают блокаду Ленинграда, отбрасывают немецкие войска и держат курс к Таллину

## В ролях
- Александр Лариков — Пётр Евграфович Маркин, отец
- Мария Домашёва — Марья Петровна Маркина, мать
- Андрей Абрикосов — Сергей Петрович Маркин, лейтенант
- Лидия Смирнова — Варя Маркина
- Пётр Алейников — Пётр Яковлев, старшина 1-й статьи
- Николай Дорохин — Курский, капитан-пехотинец
- Алексей Консовский — Фролкин, сержант
- Тамара Алёшина — Галя, невеста Сергея Маркина
- Варвара Журавлёва — Маруся Петрова, подруга Вари
- Лидия Штыкан — Маруся Иванова, подруга Вари
- Анна Заржицкая — Настя, подруга Вари
- Владимир Гардин — гражданин в кацавейке
- В. Гусев — Кравченко, капитан-лейтенант
- Владимир Честноков — командующий флотом
- Анатолий Королькевич — водитель грузовика
- Василий Меркурьев — пленный эсэсовец
- Николай Трофимов — Лепёшкин, матрос
- Владимир Ушаков — матрос с крейсера «Киров»

## Съёмочная группа
- Авторы сценария:
  - Александр Штейн
  - Адольф Минкин
- Режиссёр: Александр Файнциммер
- Оператор: Владимир Рапопорт
- Художник: Абрам Векслер
- Композитор: Венедикт Пушков

## Технические данные
- Производство: Ленфильм
- Художественный фильм, односерийный, телевизионный, чёрно-белый